# Julius Blank
Julius Blank (* 2. Juni 1925 in Manhattan; † 17. September 2011 in Palo Alto) war ein US-amerikanischer Maschinenbauer und ein Mitglied der Traitorous Eight (deutsch: „Die verräterischen Acht“).

## Leben und Werk
Julius Blank wuchs in New York City auf und erwarb einen Bachelor in Maschinenbau vom City College of New York. Bevor er 1956 Mitarbeiter im neugegründeten Shockley Semiconductor Laboratory, einer Abteilung von Beckman Instruments, wurde, war er in einem Werk von Western Electric in New Jersey. Von dort waren die Ingenieure Dean Knapic und Eugene Kleiner ebenfalls zum Shockley Semiconductor Laboratory gewechselt. Beim Shockley Semiconductor Laboratory war Blank unter anderem zuständig für den Bau und Wartung von Anlagen für die Zucht von Halbleiterkristallen. Bereits 1957 verließ er Shockley Semiconductor Laboratory zusammen mit weiteren unzufriedene Mitarbeitern. Diese Gruppe wurde später bekannt als die Traitorous Eight (deutsch „verräterische Acht“). Sie gründeten zusammen die Fairchild Semiconductor Corporation.
Im Jahr 1978 war er Mitbegründer von Xicor, wo er Mitglied des Board of Directors war.